# La Motte-en-Bauges
La Motte-en-Bauges is een gemeente in het Franse departement Savoie (regio Auvergne-Rhône-Alpes) en telt 399 inwoners (2004). De plaats maakt deel uit van het arrondissement Chambéry.

## Geografie
De oppervlakte van La Motte-en-Bauges bedraagt 9,9 km², de bevolkingsdichtheid is 40,3 inwoners per km².
De onderstaande kaart toont de ligging van La Motte-en-Bauges met de belangrijkste infrastructuur en aangrenzende gemeenten.

## Demografie
Onderstaande figuur toont het verloop van het inwonertal (bron: INSEE-tellingen).